# Ахил Минджов
Ахил (Ахиле) Николов Минджов е български просветен и обществен деец от късното Българско възраждане в Македония.

## Биография
Роден е на 9 август 1868 година в град Охрид, в семейството на Никола Иванов Минджов и Сирма Иванова Баласчева. Завършва с третия випуск на българската мъжка гимназия в Солун в 1888 година. Преподава една година в Одрин, а след това в Българското IV-класно училище в Битоля между 1889 – 1893 година. След това учителства в Сяр, Крива паланка и Кавадарци, училищен инспектор е в Битолска и Охридска околия.
В 1898 година се присъединява към ВМОРО, като става деен член на организацията и пропагандира революционното дело. Преследван е от османските власти, често е затварян и интерниран в родния си град.
Преподава в Енидже Вардар, Дойран, Лерин, Крушево, а след това отново училищен инспектор в Костурска, Одринска и Леринската епархия, където го заварва Междусъюзническата война. Изгонен е от новите гръцки власти, а след това е затворен в Битолския затвор от сръбските власти. Отказва да подпише декларация, че е сърбин, и след три месечен зтвор, през август 1913 година заедно с 80 български учители е екстерниран е в България и преподава четири години в Дупница. След това 14 години е директор на прогимназията в Горна Джумая.
Пенсионира се и заживява в София, където умира на 23 октомври 1938 година. На опелото му речи произнасят свещеник Лев Адамов от Горенци и Сребрен Поппетров.
Ученикът му Симеон Радев пише за него:
| „ | Ахил Минджов ни преподаваше естествена история, физика и химия. Уроците му много ни увличаха. Той беше хубав човек, елегантно облечен. Неговите бели жилетки, пъстрите му вратовръзки ни правеха особено впечатление. Макар да бе много въздържан и да се носеше малко отвисоко, ние го обичахме. Не съм чувал да е бил замесен в революционното движение, но като толкова други и той след Илинденското въстание дойде в България и учителствува между другото в Дупница. Научих се преди двадесет години, че лежал болен в Александровската болница. Казах на един другар от Битоля, че ще отида да го видя. „Недей – ми отговори той. – Не обича посетители. Не желае да го видят познатите му легнал в леглото, изменен от болестта и в болнични дрехи.“ Минджов почина скоро след това от рак. | “ |

## Награди
- Орден за гражданска заслуга, 24 юни 1921 година[3]
- „Свети Александър“, на 22 юни 1929 година[3]